# لو سامين 2020
لو سامين 2020 هو سباق دراجات هوائية، وهو الموسم رقم 52 من السباق، وأقيم في 3 مارس 2020، وامتدّ لمسافة 201.9 كيلومتر، وهو أحد سباقات طواف أوروبا للدراجات 2020، وهو من نوع  سباق يوم واحد.
فاز فيه بالمركز الأول  هوغو هوفستيتر، وبالمركز الثاني  ايمي دي جندت، وبالمركز الثالث  دايفيد ديكر.

## الفرق
| فرق عالمية (6)- AG2R La Mondiale - Deceuninck-Quick Step - Israel Start-Up Nation - Lotto Soudal - NTT Pro Cycling - Trek-Segafredo فرق برو (10)- Alpecin-Fenix - Arkéa-Samsic - فيتال كونسبت ‏ - بنجوال باوليز ساوكس دبليو بي ‏ - كاجا رورال-سيغوروس 2020 ‏ - Circus-Wanty Gobert - 2020 ريوال سيكوريتاس ‏ - سبورت فلاندرين بالويس 2020 ‏ - Total Direct Énergie - أونو اكس برو سايكلنج تيم 2020 ‏ فرق قارية (9)- Akros–Excelsior–Thömus ‏ - كانيون ايسبرج ‏ - Groupama–FDJ Continental Team ‏ - Leopard TOGT Pro Cycling ‏ - ميتك-تي كي إتش مانتيل ‏ - Van Rysel–Roubaix ‏ - SEG Racing Academy ‏ - سوبرانو هام ايزوريكس 2020 ‏ - Vitus Pro Cycling Team p/b Brother UK ‏ |  |
| |  |

## التصنيف العام النهائي
| \| التصنيف العام \| التصنيف العام \| التصنيف العام \| التصنيف العام \| التصنيف العام \| \| العداء \| العداء \| الفريق \| الوقت \| \| \| ------------- \| ------------------------- \| ------------------------------- \| ------------- \| ------------- \| \| 1 \| هوغو هوفستيتر \| Israel Start-Up Nation \| 4 س 42 د 02 ث \| \| \| 2 \| ايمي دي جندت \| Circus-Wanty Gobert \| + 0 ث \| \| \| 3 \| دايفيد ديكر \| SEG Racing Academy [الإنجليزية]‏ \| + 0 ث \| \| \| 4 \| كليمان فنتوريني \| AG2R La Mondiale \| + 0 ث \| \| \| 5 \| فلوريان سينيشال \| Deceuninck-Quick Step \| + 0 ث \| \| \| 6 \| جياكومو نيزولو \| NTT Pro Cycling \| + 0 ث \| \| \| 7 \| اليكس كيرش \| Trek-Segafredo \| + 0 ث \| \| \| 8 \| جياني فرميش \| Alpecin-Fenix \| + 0 ث \| \| \| 9 \| Tim Declercq [الإنجليزية]‏ \| Deceuninck-Quick Step \| + 0 ث \| \| \| 10 \| دريس فان جيستل \| Total Direct Énergie \| + 0 ث \| \| |                 |                        |               |  |
| |                 |                        |               |  |
| مصدر: ProCyclingStats |                 |                        |               |  |
| التصنيف العام |                 |                        |               |  |
| العداء | العداء          | الفريق                 | الوقت         |  |
| 1 | هوغو هوفستيتر   | Israel Start-Up Nation | 4 س 42 د 02 ث |  |
| 2 | ايمي دي جندت    | Circus-Wanty Gobert    | + 0 ث         |  |
| 3 | دايفيد ديكر     | SEG Racing Academy ‏    | + 0 ث         |  |
| 4 | كليمان فنتوريني | AG2R La Mondiale       | + 0 ث         |  |
| 5 | فلوريان سينيشال | Deceuninck-Quick Step  | + 0 ث         |  |
| 6 | جياكومو نيزولو  | NTT Pro Cycling        | + 0 ث         |  |
| 7 | اليكس كيرش      | Trek-Segafredo         | + 0 ث         |  |
| 8 | جياني فرميش     | Alpecin-Fenix          | + 0 ث         |  |
| 9 | Tim Declercq ‏   | Deceuninck-Quick Step  | + 0 ث         |  |
| 10 | دريس فان جيستل  | Total Direct Énergie   | + 0 ث         |  |

## المشاركون
| Deceuninck-Quick Step DQT | Deceuninck-Quick Step DQT | Deceuninck-Quick Step DQT |
| ------------------------- | ------------------------- | ------------------------- |
| م                         | عداء                      | مرتبة                     |
| 1                         | فلوريان سينيشال           | 5                         |
| 2                         | دافيد باليريني            | 15                        |
| 3                         | Tim Declercq ‏             | 9                         |
| 4                         | ألفارو هودج               | 64                        |
| 5                         | Iljo Keisse ‏              | لم يكمل السباق            |
| 6                         | Jannik Steimle ‏           | 53                        |
| 7                         | Bert Van Lerberghe ‏       | لم يكمل السباق            |

| AG2R La Mondiale ALM | AG2R La Mondiale ALM | AG2R La Mondiale ALM |
| -------------------- | -------------------- | -------------------- |
| م                    | عداء                 | مرتبة                |
| 11                   | Harry Tanfield ‏      | 82                   |
| 12                   | جوليان دوفال         | 59                   |
| 13                   | Dorian Godon ‏        | 18                   |
| 14                   | ألكسيس غوجيراد       | 97                   |
| 15                   | Lawrence Naesen ‏     | لم يكمل السباق       |
| 17                   | كليمان فنتوريني      | 4                    |

| Israel Start-Up Nation ISN | Israel Start-Up Nation ISN | Israel Start-Up Nation ISN |
| -------------------------- | -------------------------- | -------------------------- |
| م                          | عداء                       | مرتبة                      |
| 21                         | جينثي بيرمانز ‏             | 20                         |
| 22                         | هوغو هوفستيتر              | 1                          |
| 23                         | ترافيس ماكابي              | لم يكمل السباق             |
| 24                         | ميكيل ريم                  | 66                         |
| 25                         | قاي ساقيف                  | لم يكمل السباق             |
| 26                         | Alexis Renard ‏             | 99                         |
| 27                         | توم فان أسبروك             | 12                         |

| لوتو سودال LTS | لوتو سودال LTS         | لوتو سودال LTS |
| -------------- | ---------------------- | -------------- |
| م              | عداء                   | مرتبة          |
| 31             | ساندر أرمي             | لم يكمل السباق |
| 32             | Kobe Goossens ‏         | لم يكمل السباق |
| 33             | Rasmus Byriel Iversen ‏ | لم يكمل السباق |
| 34             | Rémy Mertz ‏            | 28             |
| 35             | Brian van Goethem ‏     | 58             |

| NTT Pro Cycling NTT | NTT Pro Cycling NTT       | NTT Pro Cycling NTT |
| ------------------- | ------------------------- | ------------------- |
| م                   | عداء                      | مرتبة               |
| 41                  | Samuele Battistella ‏      | 67                  |
| 42                  | إيدفالد بواسون هاغن       | لم يكمل السباق      |
| 43                  | Michael Gogl ‏             | 29                  |
| 44                  | جياكومو نيزولو            | 6                   |
| 45                  | أندرياس ستوكبرو           | 47                  |
| 46                  | ريناردت جانس فان رينسبورغ | 30                  |
| 47                  | راسموس تيلر               | لم يكمل السباق      |

| Trek-Segafredo TFS | Trek-Segafredo TFS | Trek-Segafredo TFS |
| ------------------ | ------------------ | ------------------ |
| م                  | عداء               | مرتبة              |
| 51                 | Jacopo Mosca ‏      | لم يكمل السباق     |
| 52                 | جاسبر ستوفين       | 14                 |
| 53                 | إدوارد ثيونس       | 35                 |
| 54                 | Emīls Liepiņš ‏     | 84                 |
| 55                 | ريان مولين         | 50                 |
| 56                 | اليكس كيرش         | 7                  |
| 57                 | كوين سيمونز        | لم يكمل السباق     |

| Alpecin-Fenix AFC | Alpecin-Fenix AFC  | Alpecin-Fenix AFC |
| ----------------- | ------------------ | ----------------- |
| م                 | عداء               | مرتبة             |
| 61                | تيم ميرلير         | 13                |
| 62                | روي يانس           | 42                |
| 63                | جيمي يانسون        | 31                |
| 64                | Senne Leysen ‏      | 55                |
| 65                | Jonas Rickaert ‏    | 32                |
| 66                | Philipp Walsleben ‏ | لم يكمل السباق    |
| 67                | جياني فرميش        | 8                 |

| Arkéa-Samsic ARK | Arkéa-Samsic ARK    | Arkéa-Samsic ARK |
| ---------------- | ------------------- | ---------------- |
| م                | عداء                | مرتبة            |
| 71               | Matis Louvel ‏       | 80               |
| 72               | Kévin Ledanois ‏     | 41               |
| 73               | Christophe Noppe ‏   | لم يكمل السباق   |
| 74               | Benoît Jarrier ‏     | 33               |
| 75               | توماس بودات         | 57               |
| 76               | Bram Welten ‏        | لم يكمل السباق   |
| 77               | Thibault Guernalec ‏ | 60               |

| كاجا رورال-سيغوروس ‏ CJR | كاجا رورال-سيغوروس ‏ CJR | كاجا رورال-سيغوروس ‏ CJR |
| ----------------------- | ----------------------- | ----------------------- |
| م                       | عداء                    | مرتبة                   |
| 82                      | Aritz Bagües ‏           | 88                      |
| 83                      | Xavier Cañellas ‏        | 76                      |
| 84                      | ديفيد غونزاليس          | لم يكمل السباق          |
| 85                      | Jon Irisarri ‏           | لم يكمل السباق          |
| 86                      | Oier Lazkano ‏           | لم يكمل السباق          |
| 87                      | Sergio Martín ‏          | لم يكمل السباق          |

| Circus-Wanty Gobert CWG | Circus-Wanty Gobert CWG | Circus-Wanty Gobert CWG |
| ----------------------- | ----------------------- | ----------------------- |
| م                       | عداء                    | مرتبة                   |
| 91                      | ايمي دي جندت            | 2                       |
| 92                      | لودفيغ دي فينتر         | لم يكمل السباق          |
| 93                      | Tom Devriendt ‏          | لم يكمل السباق          |
| 94                      | تيموثي دوبونت           | 24                      |
| 95                      | أندريا باسكولون         | 16                      |
| 96                      | بيتر فانسبيوك           | لم يكمل السباق          |
| 97                      | لويك فليجن              | 39                      |

| بنجوال باوليز ساوكس دبليو بي ‏ WVA | بنجوال باوليز ساوكس دبليو بي ‏ WVA | بنجوال باوليز ساوكس دبليو بي ‏ WVA |
| --------------------------------- | --------------------------------- | --------------------------------- |
| م                                 | عداء                              | مرتبة                             |
| 101                               | Kevyn Ista ‏                       | لم يكمل السباق                    |
| 102                               | بوريس فالي                        | 45                                |
| 103                               | Tom Wirtgen ‏                      | 69                                |
| 104                               | Ludovic Robeet ‏                   | 79                                |
| 105                               | Lionel Taminiaux ‏                 | 11                                |
| 106                               | جويل سوتير                        | 75                                |
| 107                               | Franklin Six ‏                     | 56                                |

| فريق ريوال للدراجات ‏ RIW | فريق ريوال للدراجات ‏ RIW | فريق ريوال للدراجات ‏ RIW |
| ------------------------ | ------------------------ | ------------------------ |
| م                        | عداء                     | مرتبة                    |
| 111                      | كيم ماجنوسون             | لم يكمل السباق           |
| 112                      | Elmar Reinders ‏          | لم يكمل السباق           |
| 113                      | Martijn Budding ‏         | لم يكمل السباق           |
| 114                      | Tobias Kongstad ‏         | 77                       |
| 115                      | Rasmus Bøgh Wallin ‏      | لم يكمل السباق           |
| 116                      | Torkil Veyhe ‏            | لم يكمل السباق           |
| 117                      | إميل فينجبو              | 85                       |

| سبورت فلاندرين بالويس ‏ SVB | سبورت فلاندرين بالويس ‏ SVB       | سبورت فلاندرين بالويس ‏ SVB |
| -------------------------- | -------------------------------- | -------------------------- |
| م                          | عداء                             | مرتبة                      |
| 121                        | Cédric Beullens ‏                 | 34                         |
| 122                        | أموري كابيو                      | 37                         |
| 123                        | Fabio Van den Bossche ‏           | لم يكمل السباق             |
| 124                        | إدوارد بلانكايرتإدوارد بلانكايرت | 23                         |
| 125                        | Emiel Planckaert ‏                | لم يكمل السباق             |
| 126                        | Aaron Verwilst ‏                  | لم يكمل السباق             |
| 127                        | Jordi Warlop ‏                    | لم يكمل السباق             |

| Total Direct Énergie TDE | Total Direct Énergie TDE | Total Direct Énergie TDE |
| ------------------------ | ------------------------ | ------------------------ |
| م                        | عداء                     | مرتبة                    |
| 131                      | نيكي تيربسترا            | 43                       |
| 132                      | داميان جودين             | 63                       |
| 133                      | Florian Maitre ‏          | 70                       |
| 134                      | لورينزو مانزين           | 71                       |
| 135                      | أدريان بيتي              | 19                       |
| 137                      | دريس فان جيستل           | 10                       |

| أونو-إكس موبيليتي ‏ UXT | أونو-إكس موبيليتي ‏ UXT   | أونو-إكس موبيليتي ‏ UXT |
| ---------------------- | ------------------------ | ---------------------- |
| م                      | عداء                     | مرتبة                  |
| 141                    | أندرس سكارسيث            | 22                     |
| 142                    | Erik Resell ‏             | 36                     |
| 143                    | Torjus Sleen ‏            | لم يكمل السباق         |
| 144                    | ماركوس هويلجارد          | 51                     |
| 145                    | جوناس إبراهمسين ‏         | 100                    |
| 146                    | Lars Saugstad ‏           | 78                     |
| 147                    | Jonas Iversby Hvideberg ‏ | 40                     |

| فيتال كونسبت ‏ BVC | فيتال كونسبت ‏ BVC | فيتال كونسبت ‏ BVC |
| ----------------- | ----------------- | ----------------- |
| م                 | عداء              | مرتبة             |
| 151               | كريس بويكمانز     | لم يكمل السباق    |
| 152               | بريان كوكار       | 38                |
| 153               | Bert De Backer ‏   | لم يكمل السباق    |
| 154               | فريدريك باكارت    | 26                |
| 155               | جوليان موريس      | لم يكمل السباق    |
| 156               | Luca Mozzato ‏     | 49                |
| 157               | جوناس فان جينشتن  | لم يكمل السباق    |

| Akros–Excelsior–Thömus ‏ AET | Akros–Excelsior–Thömus ‏ AET | Akros–Excelsior–Thömus ‏ AET |
| --------------------------- | --------------------------- | --------------------------- |
| م                           | عداء                        | مرتبة                       |
| 161                         | Thomas Devaux ‏              | لم يكمل السباق              |
| 162                         | Loïs Dufaux‏                 | لم يكمل السباق              |
| 164                         | Scott Quincey‏               | لم يكمل السباق              |
| 165                         | Laurin Bachmann‏             | لم يكمل السباق              |
| 166                         | Valère Thiébaud ‏            | لم يكمل السباق              |
| 167                         | Manuel Zobrist‏              | لم يكمل السباق              |

| كانيون ايسبرج ‏ DHB | كانيون ايسبرج ‏ DHB | كانيون ايسبرج ‏ DHB |
| ------------------ | ------------------ | ------------------ |
| م                  | عداء               | مرتبة              |
| 171                | برينتون جونز       | 83                 |
| 172                | توم ستيوارت        | 96                 |
| 173                | جاكوب هينيسي       | 52                 |
| 174                | اندي تينانت        | 98                 |
| 175                | Alex Paton ‏        | لم يكمل السباق     |
| 176                | جاكوب سكوت ‏        | 25                 |
| 177                | جيروم بوغنيز       | لم يكمل السباق     |

| Leopard TOGT Pro Cycling ‏ LPC | Leopard TOGT Pro Cycling ‏ LPC  | Leopard TOGT Pro Cycling ‏ LPC |
| ----------------------------- | ------------------------------ | ----------------------------- |
| م                             | عداء                           | مرتبة                         |
| 191                           | Patrick Haller ‏                | 94                            |
| 192                           | Colin Heiderscheid ‏            | 21                            |
| 193                           | Arthur Kluckers ‏               | 72                            |
| 194                           | Emil Lindgren‏                  | 87                            |
| 195                           | Jan Maas (cyclist, born 1996) ‏ | 93                            |
| 196                           | Filip Maciejuk ‏                | 89                            |
| 197                           | Misch Leyder ‏                  | لم يكمل السباق                |

| ميتك-تي كي إتش مانتيل ‏ MET | ميتك-تي كي إتش مانتيل ‏ MET | ميتك-تي كي إتش مانتيل ‏ MET |
| -------------------------- | -------------------------- | -------------------------- |
| م                          | عداء                       | مرتبة                      |
| 201                        | يسبر أسيلمان               | 44                         |
| 202                        | Sjoerd Bax ‏                | 90                         |
| 203                        | Dylan Bouwmans ‏            | لم يكمل السباق             |
| 204                        | تهيجس دي لانج ‏             | لم يكمل السباق             |
| 205                        | Jason van Dalen ‏           | 81                         |
| 206                        | Adne Koster‏                | 86                         |
| 207                        | Rick Ottema ‏               | 91                         |

| سوبرانو هام ايزوريكس ‏ TIS | سوبرانو هام ايزوريكس ‏ TIS | سوبرانو هام ايزوريكس ‏ TIS |
| ------------------------- | ------------------------- | ------------------------- |
| م                         | عداء                      | مرتبة                     |
| 221                       | جياني مارشان              | لم يكمل السباق            |
| 222                       | Michael Van Staeyen ‏      | لم يكمل السباق            |
| 223                       | Thomas Joseph ‏            | لم يكمل السباق            |
| 224                       | Julien Van den Brande ‏    | 46                        |
| 225                       | Lennert Teugels ‏          | 61                        |
| 226                       | Enzo Wouters ‏             | 73                        |
| 227                       | Jordy Bouts ‏              | لم يكمل السباق            |

| SEG Racing Academy ‏ SEG | SEG Racing Academy ‏ SEG | SEG Racing Academy ‏ SEG |
| ----------------------- | ----------------------- | ----------------------- |
| م                       | عداء                    | مرتبة                   |
| 231                     | Jordi Meeus ‏            | 17                      |
| 232                     | Stan Van Tricht ‏        | 48                      |
| 233                     | دايفيد ديكر             | 3                       |
| 234                     | Maikel Zijlaard ‏        | لم يكمل السباق          |
| 235                     | يسبر راش ‏               | 101                     |
| 236                     | Marco Frigo ‏            | لم يكمل السباق          |
| 237                     | فيسل كرول ‏              | 74                      |

| Vitus Pro Cycling Team p/b Brother UK ‏ VIT | Vitus Pro Cycling Team p/b Brother UK ‏ VIT | Vitus Pro Cycling Team p/b Brother UK ‏ VIT |
| ------------------------------------------ | ------------------------------------------ | ------------------------------------------ |
| م                                          | عداء                                       | مرتبة                                      |
| 241                                        | Daniel Tulett ‏                             | لم يكمل السباق                             |
| 242                                        | كريس ماكغلينشي ‏                            | لم يكمل السباق                             |
| 243                                        | دارنيل مور ‏                                | 92                                         |
| 244                                        | GBR                                        | لم يكمل السباق                             |
| 245                                        | Joseph Sutton‏                              | لم يكمل السباق                             |
| 246                                        | Adam Kenway‏                                | لم يكمل السباق                             |
| 247                                        | Tom Mazzone ‏                               | لم يكمل السباق                             |

| Deceuninck-Quick Step DQT | Deceuninck-Quick Step DQT | Deceuninck-Quick Step DQT |
| ------------------------- | ------------------------- | ------------------------- |
| م                         | عداء                      | مرتبة                     |
| 1                         | فلوريان سينيشال           | 5                         |
| 2                         | دافيد باليريني            | 15                        |
| 3                         | Tim Declercq ‏             | 9                         |
| 4                         | ألفارو هودج               | 64                        |
| 5                         | Iljo Keisse ‏              | لم يكمل السباق            |
| 6                         | Jannik Steimle ‏           | 53                        |
| 7                         | Bert Van Lerberghe ‏       | لم يكمل السباق            |

| AG2R La Mondiale ALM | AG2R La Mondiale ALM | AG2R La Mondiale ALM |
| -------------------- | -------------------- | -------------------- |
| م                    | عداء                 | مرتبة                |
| 11                   | Harry Tanfield ‏      | 82                   |
| 12                   | جوليان دوفال         | 59                   |
| 13                   | Dorian Godon ‏        | 18                   |
| 14                   | ألكسيس غوجيراد       | 97                   |
| 15                   | Lawrence Naesen ‏     | لم يكمل السباق       |
| 17                   | كليمان فنتوريني      | 4                    |

| Israel Start-Up Nation ISN | Israel Start-Up Nation ISN | Israel Start-Up Nation ISN |
| -------------------------- | -------------------------- | -------------------------- |
| م                          | عداء                       | مرتبة                      |
| 21                         | جينثي بيرمانز ‏             | 20                         |
| 22                         | هوغو هوفستيتر              | 1                          |
| 23                         | ترافيس ماكابي              | لم يكمل السباق             |
| 24                         | ميكيل ريم                  | 66                         |
| 25                         | قاي ساقيف                  | لم يكمل السباق             |
| 26                         | Alexis Renard ‏             | 99                         |
| 27                         | توم فان أسبروك             | 12                         |

| لوتو سودال LTS | لوتو سودال LTS         | لوتو سودال LTS |
| -------------- | ---------------------- | -------------- |
| م              | عداء                   | مرتبة          |
| 31             | ساندر أرمي             | لم يكمل السباق |
| 32             | Kobe Goossens ‏         | لم يكمل السباق |
| 33             | Rasmus Byriel Iversen ‏ | لم يكمل السباق |
| 34             | Rémy Mertz ‏            | 28             |
| 35             | Brian van Goethem ‏     | 58             |

| NTT Pro Cycling NTT | NTT Pro Cycling NTT       | NTT Pro Cycling NTT |
| ------------------- | ------------------------- | ------------------- |
| م                   | عداء                      | مرتبة               |
| 41                  | Samuele Battistella ‏      | 67                  |
| 42                  | إيدفالد بواسون هاغن       | لم يكمل السباق      |
| 43                  | Michael Gogl ‏             | 29                  |
| 44                  | جياكومو نيزولو            | 6                   |
| 45                  | أندرياس ستوكبرو           | 47                  |
| 46                  | ريناردت جانس فان رينسبورغ | 30                  |
| 47                  | راسموس تيلر               | لم يكمل السباق      |

| Trek-Segafredo TFS | Trek-Segafredo TFS | Trek-Segafredo TFS |
| ------------------ | ------------------ | ------------------ |
| م                  | عداء               | مرتبة              |
| 51                 | Jacopo Mosca ‏      | لم يكمل السباق     |
| 52                 | جاسبر ستوفين       | 14                 |
| 53                 | إدوارد ثيونس       | 35                 |
| 54                 | Emīls Liepiņš ‏     | 84                 |
| 55                 | ريان مولين         | 50                 |
| 56                 | اليكس كيرش         | 7                  |
| 57                 | كوين سيمونز        | لم يكمل السباق     |

| Alpecin-Fenix AFC | Alpecin-Fenix AFC  | Alpecin-Fenix AFC |
| ----------------- | ------------------ | ----------------- |
| م                 | عداء               | مرتبة             |
| 61                | تيم ميرلير         | 13                |
| 62                | روي يانس           | 42                |
| 63                | جيمي يانسون        | 31                |
| 64                | Senne Leysen ‏      | 55                |
| 65                | Jonas Rickaert ‏    | 32                |
| 66                | Philipp Walsleben ‏ | لم يكمل السباق    |
| 67                | جياني فرميش        | 8                 |

| Arkéa-Samsic ARK | Arkéa-Samsic ARK    | Arkéa-Samsic ARK |
| ---------------- | ------------------- | ---------------- |
| م                | عداء                | مرتبة            |
| 71               | Matis Louvel ‏       | 80               |
| 72               | Kévin Ledanois ‏     | 41               |
| 73               | Christophe Noppe ‏   | لم يكمل السباق   |
| 74               | Benoît Jarrier ‏     | 33               |
| 75               | توماس بودات         | 57               |
| 76               | Bram Welten ‏        | لم يكمل السباق   |
| 77               | Thibault Guernalec ‏ | 60               |

| كاجا رورال-سيغوروس ‏ CJR | كاجا رورال-سيغوروس ‏ CJR | كاجا رورال-سيغوروس ‏ CJR |
| ----------------------- | ----------------------- | ----------------------- |
| م                       | عداء                    | مرتبة                   |
| 82                      | Aritz Bagües ‏           | 88                      |
| 83                      | Xavier Cañellas ‏        | 76                      |
| 84                      | ديفيد غونزاليس          | لم يكمل السباق          |
| 85                      | Jon Irisarri ‏           | لم يكمل السباق          |
| 86                      | Oier Lazkano ‏           | لم يكمل السباق          |
| 87                      | Sergio Martín ‏          | لم يكمل السباق          |

| Circus-Wanty Gobert CWG | Circus-Wanty Gobert CWG | Circus-Wanty Gobert CWG |
| ----------------------- | ----------------------- | ----------------------- |
| م                       | عداء                    | مرتبة                   |
| 91                      | ايمي دي جندت            | 2                       |
| 92                      | لودفيغ دي فينتر         | لم يكمل السباق          |
| 93                      | Tom Devriendt ‏          | لم يكمل السباق          |
| 94                      | تيموثي دوبونت           | 24                      |
| 95                      | أندريا باسكولون         | 16                      |
| 96                      | بيتر فانسبيوك           | لم يكمل السباق          |
| 97                      | لويك فليجن              | 39                      |

| بنجوال باوليز ساوكس دبليو بي ‏ WVA | بنجوال باوليز ساوكس دبليو بي ‏ WVA | بنجوال باوليز ساوكس دبليو بي ‏ WVA |
| --------------------------------- | --------------------------------- | --------------------------------- |
| م                                 | عداء                              | مرتبة                             |
| 101                               | Kevyn Ista ‏                       | لم يكمل السباق                    |
| 102                               | بوريس فالي                        | 45                                |
| 103                               | Tom Wirtgen ‏                      | 69                                |
| 104                               | Ludovic Robeet ‏                   | 79                                |
| 105                               | Lionel Taminiaux ‏                 | 11                                |
| 106                               | جويل سوتير                        | 75                                |
| 107                               | Franklin Six ‏                     | 56                                |

| فريق ريوال للدراجات ‏ RIW | فريق ريوال للدراجات ‏ RIW | فريق ريوال للدراجات ‏ RIW |
| ------------------------ | ------------------------ | ------------------------ |
| م                        | عداء                     | مرتبة                    |
| 111                      | كيم ماجنوسون             | لم يكمل السباق           |
| 112                      | Elmar Reinders ‏          | لم يكمل السباق           |
| 113                      | Martijn Budding ‏         | لم يكمل السباق           |
| 114                      | Tobias Kongstad ‏         | 77                       |
| 115                      | Rasmus Bøgh Wallin ‏      | لم يكمل السباق           |
| 116                      | Torkil Veyhe ‏            | لم يكمل السباق           |
| 117                      | إميل فينجبو              | 85                       |

| سبورت فلاندرين بالويس ‏ SVB | سبورت فلاندرين بالويس ‏ SVB       | سبورت فلاندرين بالويس ‏ SVB |
| -------------------------- | -------------------------------- | -------------------------- |
| م                          | عداء                             | مرتبة                      |
| 121                        | Cédric Beullens ‏                 | 34                         |
| 122                        | أموري كابيو                      | 37                         |
| 123                        | Fabio Van den Bossche ‏           | لم يكمل السباق             |
| 124                        | إدوارد بلانكايرتإدوارد بلانكايرت | 23                         |
| 125                        | Emiel Planckaert ‏                | لم يكمل السباق             |
| 126                        | Aaron Verwilst ‏                  | لم يكمل السباق             |
| 127                        | Jordi Warlop ‏                    | لم يكمل السباق             |

| Total Direct Énergie TDE | Total Direct Énergie TDE | Total Direct Énergie TDE |
| ------------------------ | ------------------------ | ------------------------ |
| م                        | عداء                     | مرتبة                    |
| 131                      | نيكي تيربسترا            | 43                       |
| 132                      | داميان جودين             | 63                       |
| 133                      | Florian Maitre ‏          | 70                       |
| 134                      | لورينزو مانزين           | 71                       |
| 135                      | أدريان بيتي              | 19                       |
| 137                      | دريس فان جيستل           | 10                       |

| أونو-إكس موبيليتي ‏ UXT | أونو-إكس موبيليتي ‏ UXT   | أونو-إكس موبيليتي ‏ UXT |
| ---------------------- | ------------------------ | ---------------------- |
| م                      | عداء                     | مرتبة                  |
| 141                    | أندرس سكارسيث            | 22                     |
| 142                    | Erik Resell ‏             | 36                     |
| 143                    | Torjus Sleen ‏            | لم يكمل السباق         |
| 144                    | ماركوس هويلجارد          | 51                     |
| 145                    | جوناس إبراهمسين ‏         | 100                    |
| 146                    | Lars Saugstad ‏           | 78                     |
| 147                    | Jonas Iversby Hvideberg ‏ | 40                     |

| فيتال كونسبت ‏ BVC | فيتال كونسبت ‏ BVC | فيتال كونسبت ‏ BVC |
| ----------------- | ----------------- | ----------------- |
| م                 | عداء              | مرتبة             |
| 151               | كريس بويكمانز     | لم يكمل السباق    |
| 152               | بريان كوكار       | 38                |
| 153               | Bert De Backer ‏   | لم يكمل السباق    |
| 154               | فريدريك باكارت    | 26                |
| 155               | جوليان موريس      | لم يكمل السباق    |
| 156               | Luca Mozzato ‏     | 49                |
| 157               | جوناس فان جينشتن  | لم يكمل السباق    |

| Akros–Excelsior–Thömus ‏ AET | Akros–Excelsior–Thömus ‏ AET | Akros–Excelsior–Thömus ‏ AET |
| --------------------------- | --------------------------- | --------------------------- |
| م                           | عداء                        | مرتبة                       |
| 161                         | Thomas Devaux ‏              | لم يكمل السباق              |
| 162                         | Loïs Dufaux‏                 | لم يكمل السباق              |
| 164                         | Scott Quincey‏               | لم يكمل السباق              |
| 165                         | Laurin Bachmann‏             | لم يكمل السباق              |
| 166                         | Valère Thiébaud ‏            | لم يكمل السباق              |
| 167                         | Manuel Zobrist‏              | لم يكمل السباق              |

| كانيون ايسبرج ‏ DHB | كانيون ايسبرج ‏ DHB | كانيون ايسبرج ‏ DHB |
| ------------------ | ------------------ | ------------------ |
| م                  | عداء               | مرتبة              |
| 171                | برينتون جونز       | 83                 |
| 172                | توم ستيوارت        | 96                 |
| 173                | جاكوب هينيسي       | 52                 |
| 174                | اندي تينانت        | 98                 |
| 175                | Alex Paton ‏        | لم يكمل السباق     |
| 176                | جاكوب سكوت ‏        | 25                 |
| 177                | جيروم بوغنيز       | لم يكمل السباق     |

| Leopard TOGT Pro Cycling ‏ LPC | Leopard TOGT Pro Cycling ‏ LPC  | Leopard TOGT Pro Cycling ‏ LPC |
| ----------------------------- | ------------------------------ | ----------------------------- |
| م                             | عداء                           | مرتبة                         |
| 191                           | Patrick Haller ‏                | 94                            |
| 192                           | Colin Heiderscheid ‏            | 21                            |
| 193                           | Arthur Kluckers ‏               | 72                            |
| 194                           | Emil Lindgren‏                  | 87                            |
| 195                           | Jan Maas (cyclist, born 1996) ‏ | 93                            |
| 196                           | Filip Maciejuk ‏                | 89                            |
| 197                           | Misch Leyder ‏                  | لم يكمل السباق                |

| ميتك-تي كي إتش مانتيل ‏ MET | ميتك-تي كي إتش مانتيل ‏ MET | ميتك-تي كي إتش مانتيل ‏ MET |
| -------------------------- | -------------------------- | -------------------------- |
| م                          | عداء                       | مرتبة                      |
| 201                        | يسبر أسيلمان               | 44                         |
| 202                        | Sjoerd Bax ‏                | 90                         |
| 203                        | Dylan Bouwmans ‏            | لم يكمل السباق             |
| 204                        | تهيجس دي لانج ‏             | لم يكمل السباق             |
| 205                        | Jason van Dalen ‏           | 81                         |
| 206                        | Adne Koster‏                | 86                         |
| 207                        | Rick Ottema ‏               | 91                         |

| سوبرانو هام ايزوريكس ‏ TIS | سوبرانو هام ايزوريكس ‏ TIS | سوبرانو هام ايزوريكس ‏ TIS |
| ------------------------- | ------------------------- | ------------------------- |
| م                         | عداء                      | مرتبة                     |
| 221                       | جياني مارشان              | لم يكمل السباق            |
| 222                       | Michael Van Staeyen ‏      | لم يكمل السباق            |
| 223                       | Thomas Joseph ‏            | لم يكمل السباق            |
| 224                       | Julien Van den Brande ‏    | 46                        |
| 225                       | Lennert Teugels ‏          | 61                        |
| 226                       | Enzo Wouters ‏             | 73                        |
| 227                       | Jordy Bouts ‏              | لم يكمل السباق            |

| SEG Racing Academy ‏ SEG | SEG Racing Academy ‏ SEG | SEG Racing Academy ‏ SEG |
| ----------------------- | ----------------------- | ----------------------- |
| م                       | عداء                    | مرتبة                   |
| 231                     | Jordi Meeus ‏            | 17                      |
| 232                     | Stan Van Tricht ‏        | 48                      |
| 233                     | دايفيد ديكر             | 3                       |
| 234                     | Maikel Zijlaard ‏        | لم يكمل السباق          |
| 235                     | يسبر راش ‏               | 101                     |
| 236                     | Marco Frigo ‏            | لم يكمل السباق          |
| 237                     | فيسل كرول ‏              | 74                      |

| Vitus Pro Cycling Team p/b Brother UK ‏ VIT | Vitus Pro Cycling Team p/b Brother UK ‏ VIT | Vitus Pro Cycling Team p/b Brother UK ‏ VIT |
| ------------------------------------------ | ------------------------------------------ | ------------------------------------------ |
| م                                          | عداء                                       | مرتبة                                      |
| 241                                        | Daniel Tulett ‏                             | لم يكمل السباق                             |
| 242                                        | كريس ماكغلينشي ‏                            | لم يكمل السباق                             |
| 243                                        | دارنيل مور ‏                                | 92                                         |
| 244                                        | GBR                                        | لم يكمل السباق                             |
| 245                                        | Joseph Sutton‏                              | لم يكمل السباق                             |
| 246                                        | Adam Kenway‏                                | لم يكمل السباق                             |
| 247                                        | Tom Mazzone ‏                               | لم يكمل السباق                             |

## وصلات خارجية
- الموقع الرسمي
- لو سامين 2020 على موقع إحصائيات الدراجات الإحترافية (الإنجليزية)